# East Lansing
East Lansing is een plaats (city) in de Amerikaanse staat Michigan, en valt bestuurlijk gezien onder Clinton County en Ingham County.

## Demografie
Bij de volkstelling in 2000 werd het aantal inwoners vastgesteld op 46.525.
In 2006 is het aantal inwoners door het United States Census Bureau geschat op 46.009, een daling van 516 (-1,1%).

## Geografie
Volgens het United States Census Bureau beslaat de plaats een oppervlakte van
29,1 km², geheel bestaande uit land. East Lansing ligt op ongeveer 263 m boven zeeniveau.

## Plaatsen in de nabije omgeving
De onderstaande figuur toont nabijgelegen plaatsen in een straal van 12 km rond East Lansing.

## Stedenband
- Cluj-Napoca, Roemenië